# 79-я танковая бригада
79-я танковая Сивашская ордена Кутузова  бригада — танковая бригада Красной армии в годы Великой Отечественной войны.
Сокращённое наименование — 79 тбр.

## Боевой и численный состав
Бригада формировалась по штатам №№ 010/317-010/318:
- Управление бригады
- 175-й отд. танковый батальон
- 177-й отд. танковый батальон

В апреле 1943 г. находилась на штатах №№ 010/345-010/352, 010/391, 010/392 от 15.02.1942 г.:
- Управление бригады [штат № 010/345]
- 1-й отд. танковый батальон [штат № 010/391]
- 2-й отд. танковый батальон [штат № 010/392]
- Мотострелково-пулеметный батальон [штат № 010/347]
- Противотанковая батарея [штат № 010/348]
- Зенитная батарея [штат № 010/349]
- Рота управления [штат № 010/350]
- Рота технического обеспечения [штат № 010/351]
- Медико-санитарный взвод [штат № 010/352]

Директивой ГШ КА № орг/3/309784 от 19.06.1944 г. переведена на штаты №№ 010/500-010/506:
- Управление бригады [штат № 010/500]
- 1-й отд. танковый батальон [штат № 010/501]
- 2-й отд. танковый батальон [штат № 010/501]
- 3-й отд. танковый батальон [штат № 010/501]
- Моторизованный батальон автоматчиков [штат № 010/502]
- Зенитно-пулеметная рота [штат № 010/503]
- Рота управления [штат № 010/504]
- Рота технического обеспечения [штат № 010/505]
- Медсанвзвод [штат № 010/506]

## Подчинение
Периоды вхождения в состав Действующей армии:
- с 17.02.1942 по 05.08.1943 года.
- с 30.09.1943 по 31.05.1944 года.
- с 13.07.1944 по 01.04.1945 года.

| Дата          | Фронт (округ)            | Армия                 | Корпус               | Дивизия | Бригада | Примечания |
| ------------- | ------------------------ | --------------------- | -------------------- | ------- | ------- | ---------- |
| 01.02.1942 г  | РВГК                     | 1-я Ударная армия     |                      |         |         |            |
| 01.03.1942 г  | Брянский фронт           | 3-я армия             |                      |         |         |            |
| 01.04.1942 г. | Брянский фронт           |                       |                      |         |         |            |
| 01.05.1942 г. | Брянский фронт           |                       |                      |         |         |            |
| 01.06.1942 г. | Брянский фронт           | 3-я армия             |                      |         |         |            |
| 01.07.1942 г. | Брянский фронт           | 3-я армия             |                      |         |         |            |
| 01.08.1942 г. | Брянский фронт           | 3-я армия             |                      |         |         |            |
| 01.09.1942 г. | Брянский фронт           | 3-я армия             |                      |         |         |            |
| 01.10.1942 г. | Брянский фронт           | 3-я армия             |                      |         |         |            |
| 01.11.1942 г. | Брянский фронт           | 3-я армия             |                      |         |         |            |
| 01.12.1942 г. | Брянский фронт           | 3-я армия             |                      |         |         |            |
| 01.01.1943 г  | Брянский фронт           | 3-я армия             |                      |         |         |            |
| 01.02.1943 г  | Брянский фронт           | 13-я армия            | 19-й танковый корпус |         |         |            |
| 01.03.1943 г. | Брянский фронт           |                       | 19-й танковый корпус |         |         |            |
| 01.04.1943 г. | Брянский фронт           | 13-я армия            |                      |         |         |            |
| 01.05.1943 г. | Брянский фронт           | 13-я армия            |                      |         |         |            |
| 01.06.1943 г. | Центральный фронт        |                       | 19-й танковый корпус |         |         |            |
| 01.07.1943 г  | Центральный фронт        |                       | 19-й танковый корпус |         |         |            |
| 01.08.1943 г. | Центральный фронт        |                       | 19-й танковый корпус |         |         |            |
| 01.09.1943 г. | Московский военный округ |                       | 19-й танковый корпус |         |         |            |
| 01.10.1943 г. | Южный фронт              |                       | 19-й танковый корпус |         |         |            |
| 01.11.1943 г  | 4-й Украинский фронт     |                       | 19-й танковый корпус |         |         |            |
| 01.12.1943 г  | 4-й Украинский фронт     |                       | 19-й танковый корпус |         |         |            |
| 01.01.1944 г  | 4-й Украинский фронт     |                       | 19-й танковый корпус |         |         |            |
| 01.02.1944 г  | 4-й Украинский фронт     |                       | 19-й танковый корпус |         |         |            |
| 01.03.1944 г  | 4-й Украинский фронт     |                       | 19-й танковый корпус |         |         |            |
| 01.01.1944 г  | 4-й Украинский фронт     |                       | 19-й танковый корпус |         |         |            |
| 01.02.1944 г  | 4-й Украинский фронт     |                       | 19-й танковый корпус |         |         |            |
| 01.03.1944 г  | 4-й Украинский фронт     |                       | 19-й танковый корпус |         |         |            |
| 01.04.1944 г  | 4-й Украинский фронт     |                       | 19-й танковый корпус |         |         |            |
| 01.04.1944 г  | 4-й Украинский фронт     |                       | 19-й танковый корпус |         |         |            |
| 01.05.1944 г  | 4-й Украинский фронт     |                       | 19-й танковый корпус |         |         |            |
| 01.06.1944 г  | РВГК                     |                       | 19-й танковый корпус |         |         |            |
| 01.07.1944 г  | Московский военный округ |                       | 19-й танковый корпус |         |         |            |
| 01.08.1944 г  | 1-й Прибалтийский фронт  |                       | 19-й танковый корпус |         |         |            |
| 01.09.1944 г  | 1-й Прибалтийский фронт  | 51-я армия            | 19-й танковый корпус |         |         |            |
| 01.10.1944 г  | 1-й Прибалтийский фронт  | 6-я гвардейская армия | 19-й танковый корпус |         |         |            |
| 01.11.1944 г  | 1-й Прибалтийский фронт  | 6-я гвардейская армия | 19-й танковый корпус |         |         |            |
| 01.12.1944 г  | 2-й Прибалтийский фронт  |                       | 19-й танковый корпус |         |         |            |
| 01.01.1945 г  | 2-й Прибалтийский фронт  |                       | 19-й танковый корпус |         |         |            |
| 01.02.1945 г  | 2-й Прибалтийский фронт  |                       | 19-й танковый корпус |         |         |            |
| 01.03.1945 г  | 2-й Прибалтийский фронт  | 6-я гвардейская армия | 19-й танковый корпус |         |         |            |
| 01.04.1945 г  | Курляндская группа войск |                       | 19-й танковый корпус |         |         |            |
| 01.05.1945 г  | РВГК                     |                       | 19-й танковый корпус |         |         |            |

## Командиры

### Командиры бригады
- Прошин Иван Иванович . подполковник (в феврале 1942 ранен и эвакуирован в госпиталь), 01.01.1942 - 00.02.1942 года.
- Фирсович Александр Николаевич, полковник.  врио. 19.02.1942 - 00.05.1942 года.
- Прошин Иван Иванович  , подполковник (убыл на учебу).00.05.1942 - 04.11.1942 года.[1]
- Васецкий Фёдор Прокофьевич, майор, с 12.01.1943 подполковник (в конце марта 1943 ранен), ид, 05.11.1942 - 00.03.1943 года.[2]
- Целуйко Фёдор Николаевич, подполковник, врид, 00.03.1943 - 03.05.1943 года.
- Ермачек Матвей Лукьянович, полковник,ид,03.05.1943 - 21.08.1943 года.
- Ермачек Матвей Лукьянович, полковник (03.11.1943 тяжело ранен), 21.08.1943 - 03.11.1943 года.
- Архипов Пётр Семёнович, полковник. ид,03.11.1943 - 18.02.1944 года.
- Архипов Пётр Семёнович, полковник (10.04.1944 легко ранен), 18.02.1944 - 00.06.1945 года.[3]

### Начальники штаба бригады
- Оноприенко Николай Алексеевич, капитан, 00.01.1942 - 00.12.1942 года.[4]
- Боровиков Сергей Евгеньевич, майор, 00.12.1942 - 20.11.1943 года.[5]
- Неродный Михаил Васильевич, подполковник, 00.11.1943 - 00.10.1944 года.[6]
- Савицкий Николай Сергеевич, майор на 20.10.1944 года.[7]

### Заместитель командира бригады по строевой части
- Баталкин Иван Сергеевич, подполковник, осень 1943 - 16.09.1944 года.
- Гончаров Александр Фёдорович, майор (26.12.1944 смертельно ранен, 02.01.1945 умер от ран)

### Начальник политотдела, заместитель командира по политической части
- Кулагин Григорий Петрович, батальонный комиссар, с 23.11.1942 подполковник, с 31.12.1943 полковник, 00.05.1942 - 20.09.1945 года

## Боевой путь

### 1943
В октябре-ноябре 1943 года в ходе Мелитопольской операции 79-я бригада в составе 19-го танкового корпуса приняла участие в освобождении Северной Таврии и захвате плацдарма за Турецким валом.Тяжелейшие потери 19 танковый корпус нес на плацдарме за Турецким валом. В течение 1 и 2-го ноября 1943 года его частями было отражено свыше десятка атак.
В журнале боевых действий штаба корпуса от 2 ноября 1943 года записано: «Потеряли все танки, 14 орудий, 27 автомашин, около 70 лошадей, убито и ранено — 200 человек. Ранен командир корпуса генерал Васильев И. Д. Эвакуироваться отказался, продолжает управлять боем». Попытки 101-й танковой бригады совместно с 91-й стрелковой дивизией пробиться до окруженных частей с севера, оказались безуспешными. 3-го ноября командир корпуса принял решение: ударом с тыла самим захватить проход на Турецком валу, а 101-й танковой бригаде одновременно с севера открыть огонь по противнику и прорваться в проход. Участник тех боев сообщает, что, «собрав 220 человек, двумя группами, в 4.00 командир корпуса лично повел их в атаку. С криками «УРА» в 5.30 захватили проход и обеспечили ввод 101 танковой бригады, а вслед за ней соединения и части 54-го стрелкового корпуса генерала Т. К. Коломийца, которые штурмом брали укрепления на Турецком валу и накапливались на плацдарме, сменяя подразделения и части корпуса под Армянском».

### 1944
В апреле-мае 1944 года в ходе Крымской наступательной операции ее части, с севера, первыми прорывались на Крымский полуостров.

## Танкисты-снайперы
- Голубовский Борис Эдуардович, 79-я тбр - 1 танк и 1 самоходка

## Отличившиеся воины
| Награда | Ф. И.О                        | Звание                                                                                           | Должность         | Дата награждения     | Примечания                       |
| ------- | ----------------------------- | ------------------------------------------------------------------------------------------------ | ----------------- | -------------------- | -------------------------------- |
|         | Баннов, Павел Илларионович    | командир расчёта противотанкового ружья мотострелкового батальона 79-й танковой бригады.         | сержант           | 27 августа 1943 года |                                  |
|         | Голубовский, Борис Эдуардович | командир танковой роты, 3-го танкового батальона 79-й танковой бригады                           | старший лейтенант | 25 марта 1945 года   | умер от ран 17 июля 1945 года    |
|         | Маслов, Василий Иванович      | адъютант 3-го танкового батальона 79-й танковой бригады                                          | лейтенант         | 24 марта 1945 года   | погиб в бою 8 октября 1944 года  |
|         | Пименов, Иван Иванович        | командир 3-го танкового батальона 79-й танковой бригады                                          | капитан           | 24 марта 1945 года   | погиб в бою 27 декабря 1944 года |
|         | Пульный, Василий Фёдорович    | командир моторизованного батальона автоматчиков 79-й танковой бригады                            | старший лейтенант | 24 марта 1945 года   | погиб в бою 26 декабря 1944 года |
|         | Хамзалиев, Исмаил             | заместитель наводчика истребительно-противотанковой артиллерийской батареи 79-й танковой бригады | младший сержант   | 8 сентября 1943 года | умер от ран 16 августа 1943 года |

## Награды и наименования
| Награда, наименование             | Дата                                        | За что получена |
| --------------------------------- | ------------------------------------------- | --- |
| Почётное наименование "Сивашская" | Приказ ВГК № 0102 от 24.04.1944 года.       | за образцовое выполнение боевых заданий командования при прорыве сильно укрепленной обороны противника на Перекопском перешейке и в озерных дефиле на южном побережье Сиваша                           |
| Орден Кутузова II степени         | Указ Президиума ВС СССР от 31.10.1944 года. | За образцовое выполнение заданий командования в боях с немецкими захватчиками, при прорыве обороны противника северо-западнее и юго-западнее Шауляй (Шавли) и проявленные при этом доблесть и мужество |

## Память

Танк-памятник освободителям Симферополя
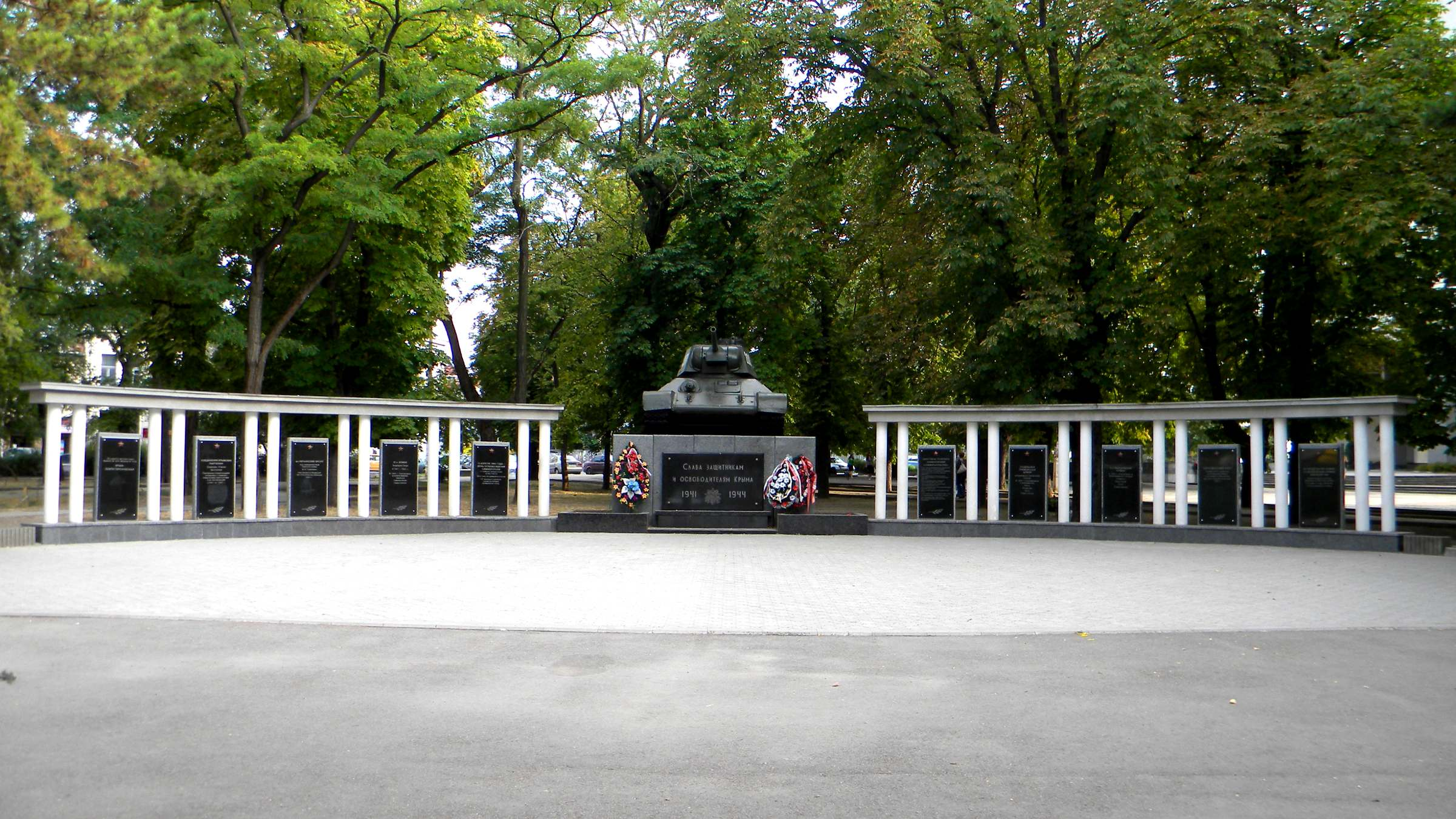
Общий вид мемориала  Объект культурного наследия народов РФ регионального значения. Рег. № 911710892560005 (ЕГРОКН)
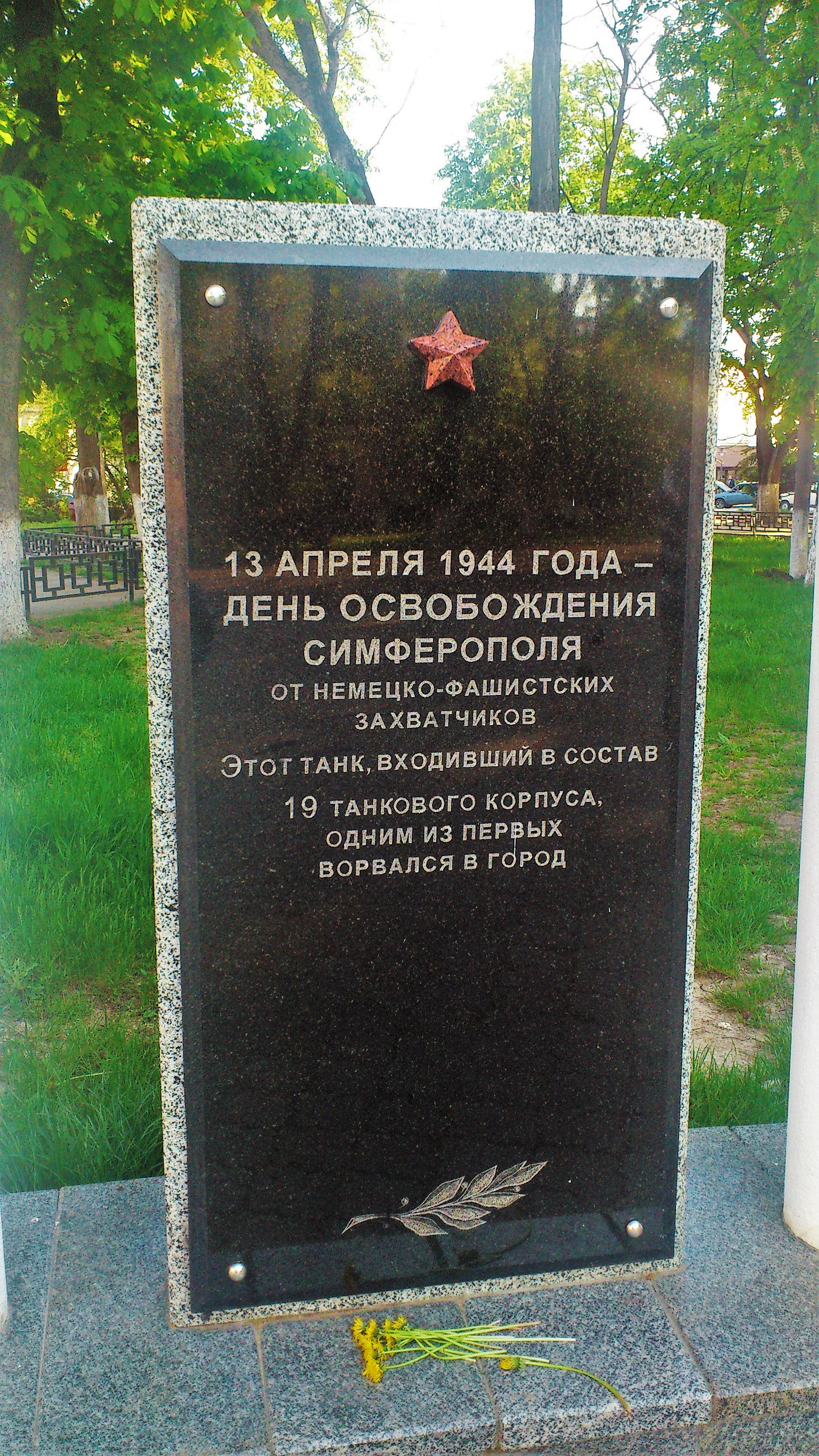
Плита памяти бойцов 19-го танкового корпуса
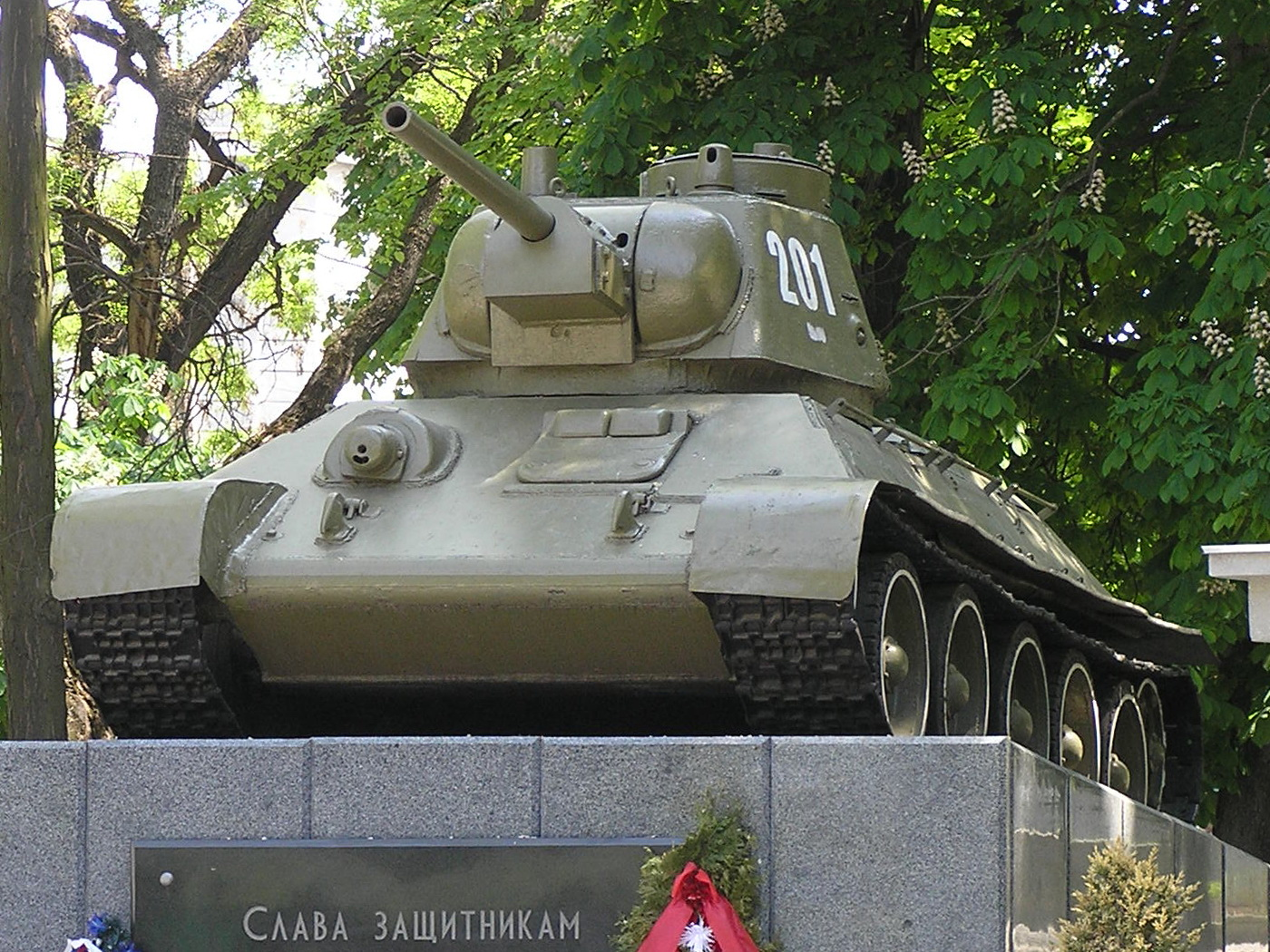
Танк ОТ-34, одним из первых ворвавшийся в Симферополь